# Burg Hardeck
Die Burg Hardeck ist eine abgegangene Höhenburg beim Ortsteil Mundelfingen der Stadt Hüfingen im Schwarzwald-Baar-Kreis in Baden-Württemberg.

## Lage
Der Burgstall liegt etwa 2.150 Meter südsüdöstlich der Kirche von Mundelfingen an der Gemarkungsgrenze zu Aselfingen oberhalb eines steilen Abhangs linksseitig der Wutach.

## Geschichte
Im Jahre 1108 werden Heinrich und Werner von Hardegg erwähnt, die Gefolgsleute der Zähringer waren und später zu den Stiftern des Klosters Friedenweiler gehörten.

## Beschreibung
Die ovale Hauptburg hat einen Durchmesser von etwa 50 Meter und wird gegen die westliche Hochebene durch eine etwa rechteckige Vorburg geschützt. Die Maße der Vorburg betragen etwa 20 auf 30 Meter, sie ist nach Westen durch ein Wall-Grabensystem gesichert. Die Hauptburg ist in Richtung der Vorburg und nach Süden durch einen gut erhaltenen Halsgraben geschützt. Die Nordseite der Anlage fällt steil zum Aubachtal hin ab. Ein nach Osten ragender Sporn des Burghügels wurde durch einen Graben abgetrennt, der Sporn fällt gegen Norden, Osten und Süden steil ab.
Der Burghügel weist auf der Spitze drei Kuppen auf, die womöglich ehemalige Standorte von Gebäuden anzeigen. Zur Südseite hin öffnt sich eine deutliche Vertiefung. Mauerwerk ist nicht zu erkennen, oberflächig finden sich Steine und Ziegelreste.

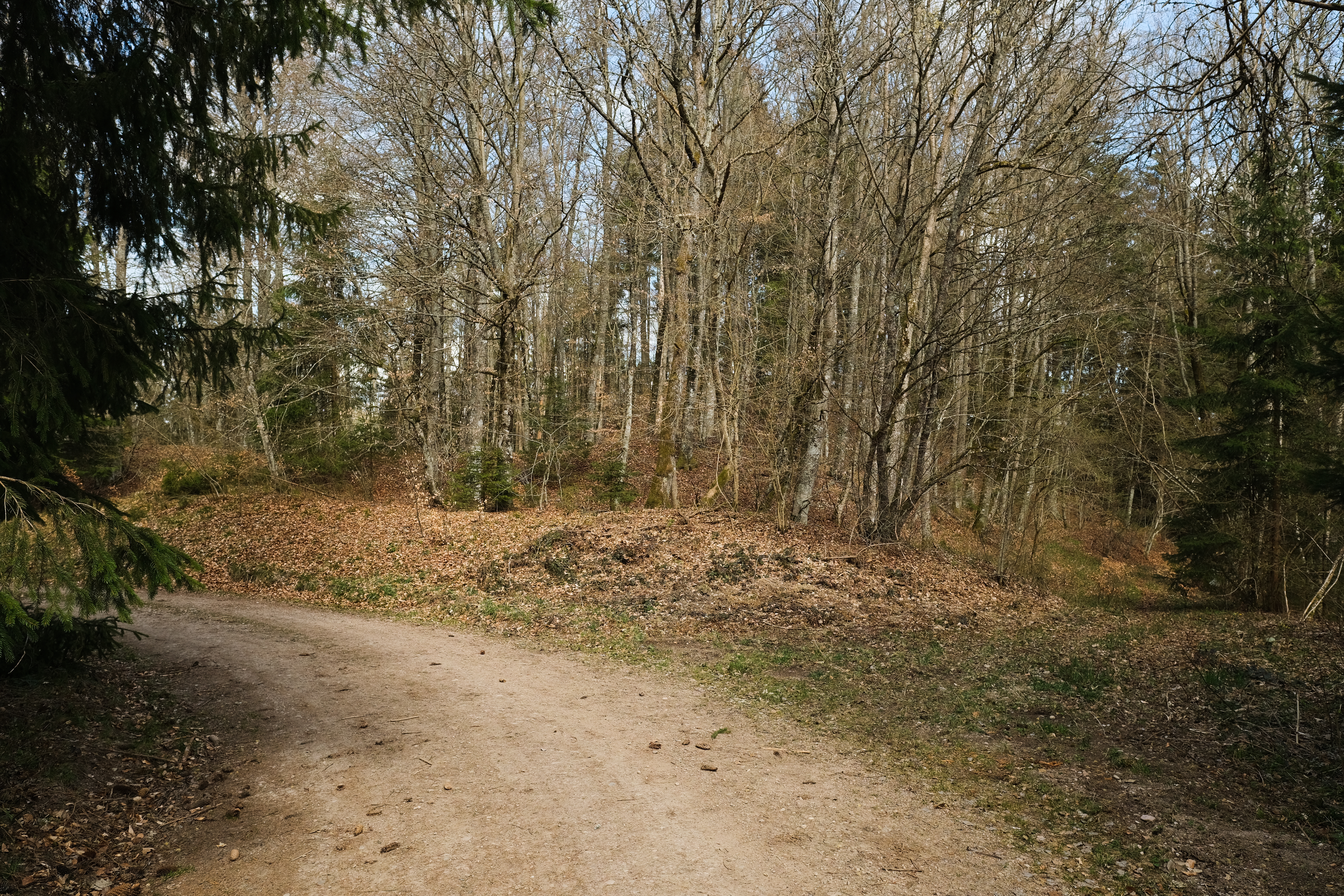
Blick auf den westlichen Wall der Vorburg
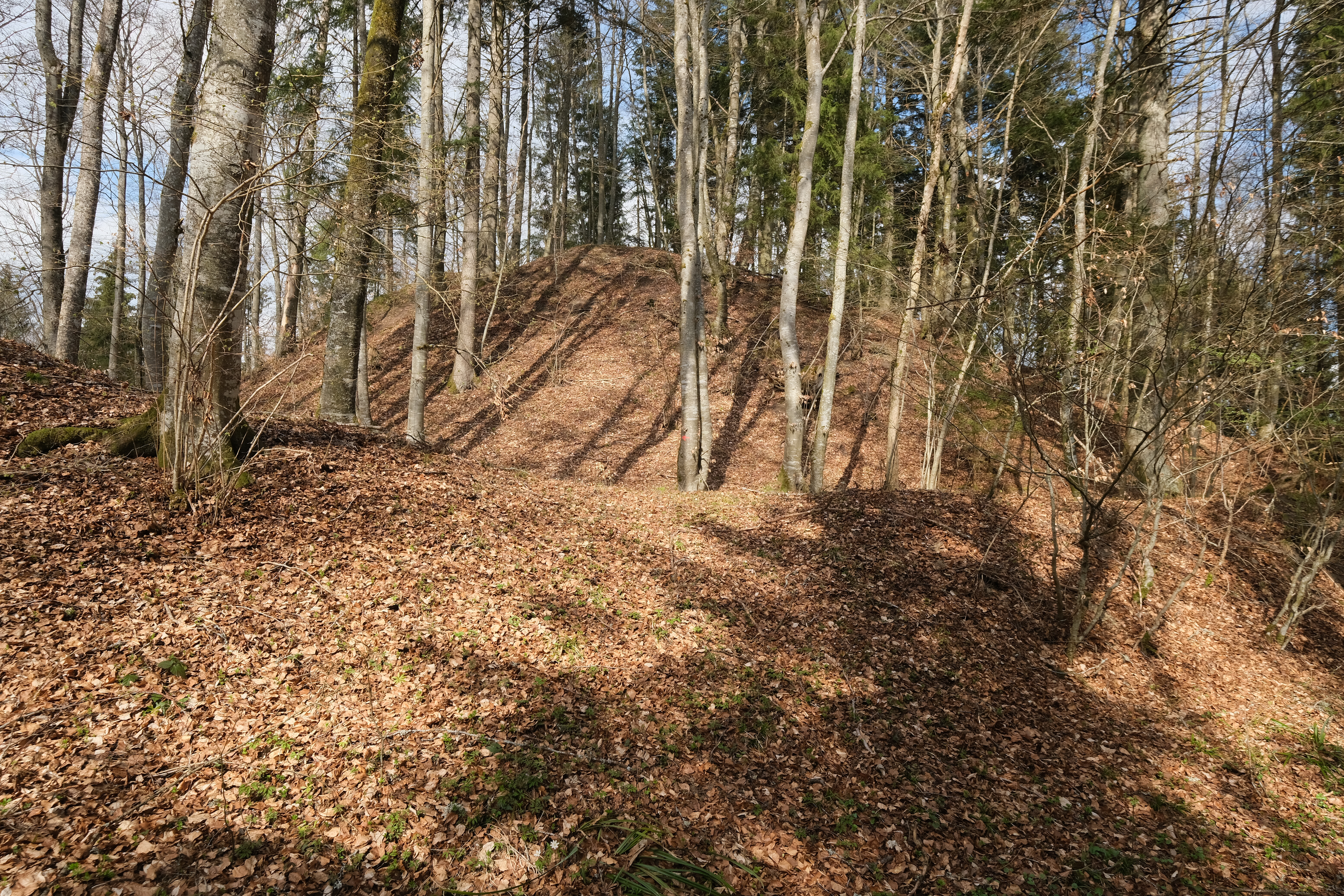
Blick von der Vorburg auf die Hauptburg
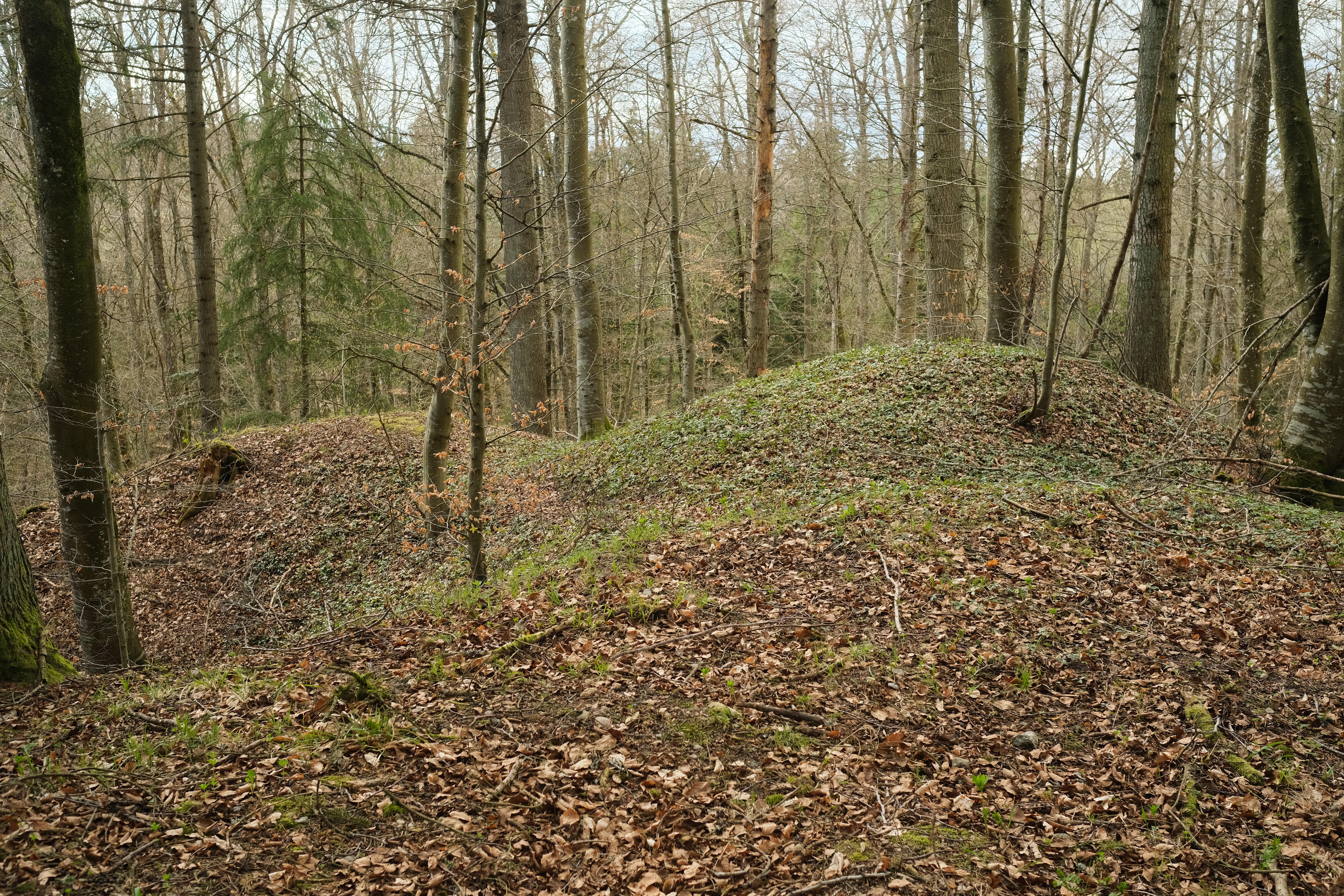
Kuppen auf der Hauptburg
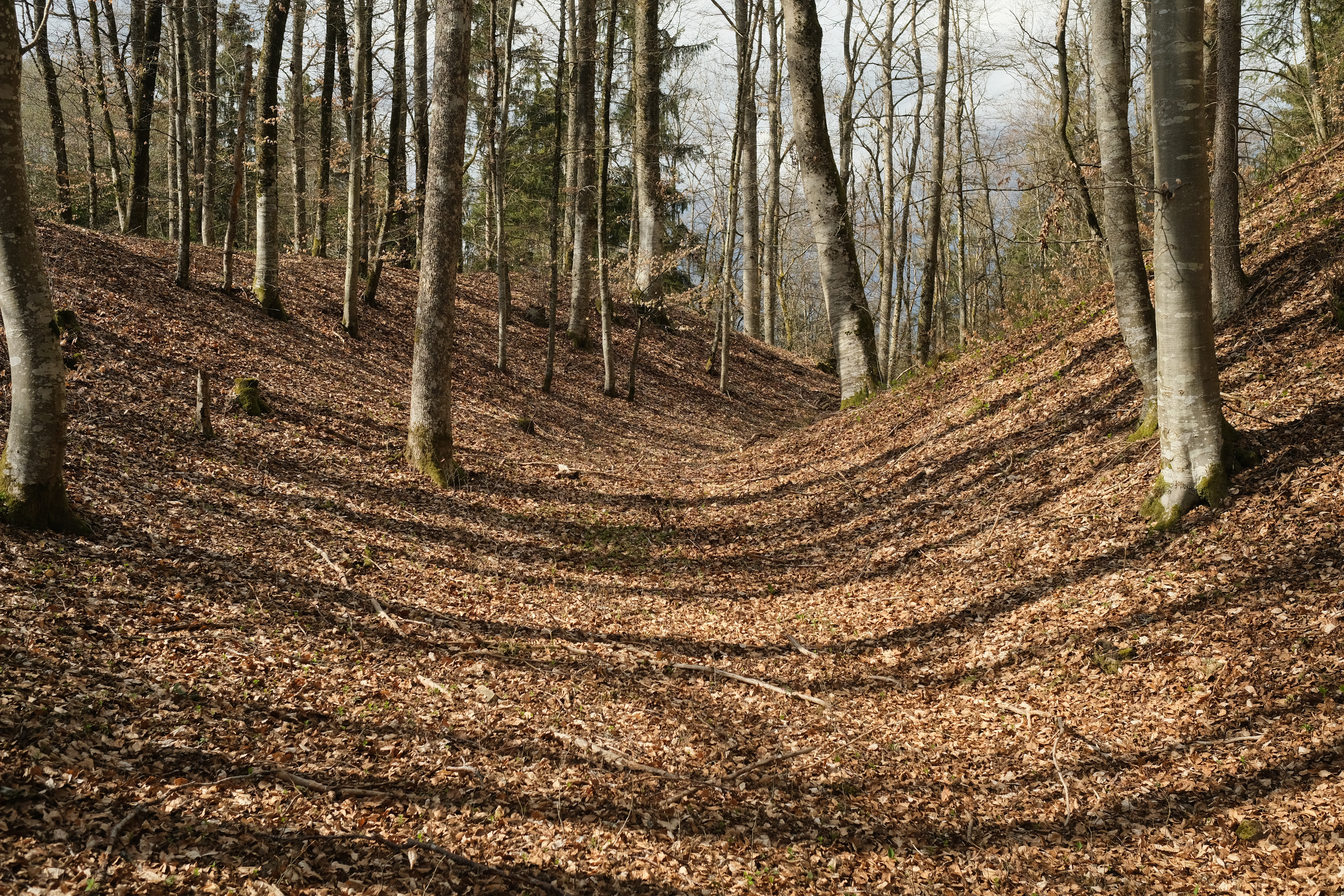
Im Halsgraben
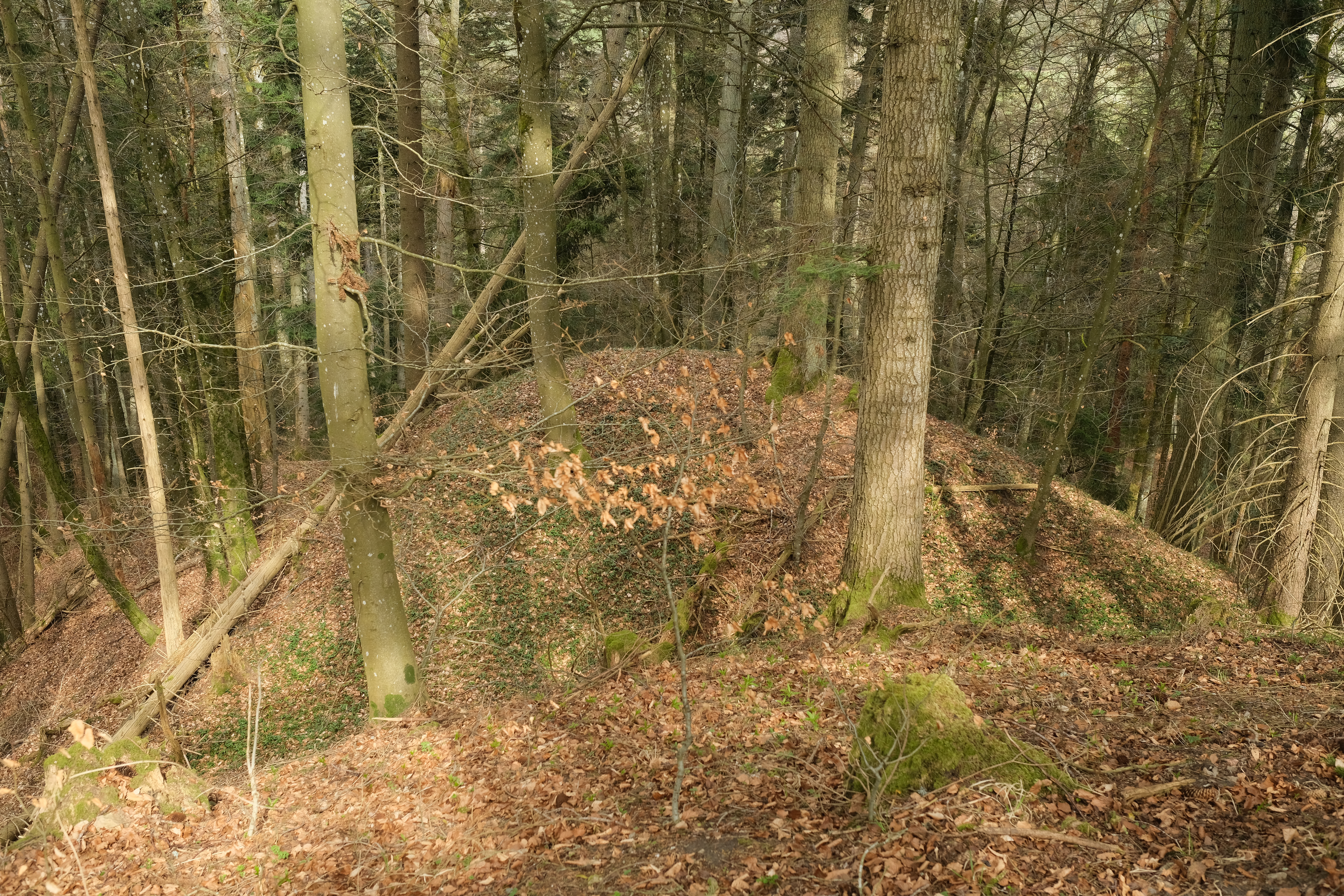
Östlicher Sporn